# Liste der Biografien/Guc
Liste der Biografien |
Portal Biografien |
Personensuche
# |
A |
B |
C |
D |
E |
F |
G |
H |
I |
J |
K |
L |
M |
N |
O |
P |
Q |
R |
S |
T |
U |
V |
W |
X |
Y |
Z |
?
 
Ga |
Gb |
Gc |
Gd |
Ge |
Gf |
Gh |
Gi |
Gj |
Gk |
Gl |
Gm |
Gn |
Go |
Gp |
Gq |
Gr |
Gs |
Gu |
Gv |
Gw |
Gy |
Gz
 
Gua |
Gub |
Guc |
Gud |
Gue |
Guf |
Gug |
Guh |
Gui |
Guj |
Guk |
Gul |
Gum |
Gun |
Guo |
Gup |
Gur |
Gus |
Gut |
Guu |
Guv |
Guw |
Guy |
Guz
Die Liste der Biografien führt alle Personen auf, die in der deutschsprachigen Wikipedia einen Artikel haben. Dieses ist eine Teilliste mit 45 Einträgen von Personen, deren Namen mit den Buchstaben „Guc“ beginnt.

## Guc

### Guca
- Gučas, Rimantas (* 1942), sowjetischer bzw. litauischer Musikwissenschaftler und Orgelbauer

### Gucc
- Gucci Mane (* 1980), US-amerikanischer Rapper
- Gucci, Guccio (1881–1953), italienischer UnternehmerGuccio Gucci (1881–1953)

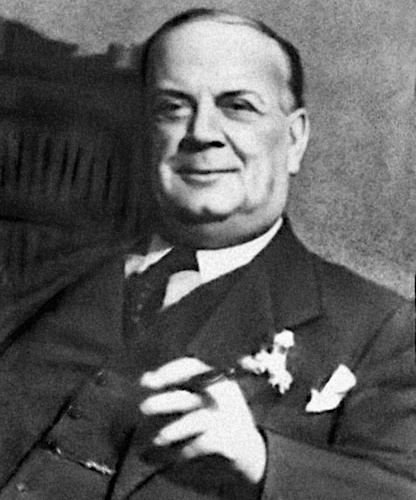
Guccio Gucci (1881–1953)

- Gucci, Mateo, Architekt, Bildhauer und Steinmetz der Renaissance
- Gucci, Maurizio (1948–1995), italienischer Unternehmer
- Gucci, Paolo (1931–1995), italienischer Geschäftsmann und Modedesigner
- Gucci, Rodolfo (1912–1983), italienischer Schauspieler und Unternehmer
- Gucci, Santi, polnisch-italienischer Renaissancearchitekt und Bildhauer
- Guccia, Giovanni (1855–1914), italienischer Mathematiker
- Gucciardo, Sergio (* 1999), türkisch-italienischer Fußballspieler
- Guccini, Francesco (* 1940), italienischer Cantautore (Liederdichter), Schriftsteller und gelegentlicher Schauspieler
- Guccione, Bob (1930–2010), US-amerikanischer Herausgeber und Gründer des Männermagazins Penthouse
- Guccione, Chris (* 1985), australischer Tennisspieler
- Guccione, Juanita (1904–1999), US-amerikanische Malerin
- Guccione, Mason (* 1995), US-amerikanischer Schauspieler

### Guce
- Guček, Matic Ian (* 2003), slowenischer Hürdenläufer
- Gücer, Hürriyet (* 1981), türkischer Fußballspieler
- Gucevičius, Laurynas (1753–1798), litauischer Architekt des Klassizismus

### Guch
- Gucher, Robert (* 1991), österreichischer Fußballspieler
- Guchman, Alexander Adolfowitsch (1897–1991), russischer Physiker und Hochschullehrer
- Guchman, Mirra Moissejewna (1904–1989), russische Linguistin, Germanistin und Hochschullehrerin

### Guci
- Gucia, Ali Pascha (1828–1888), albanischer MilitärführerAli Pascha Gucia (1828–1888)

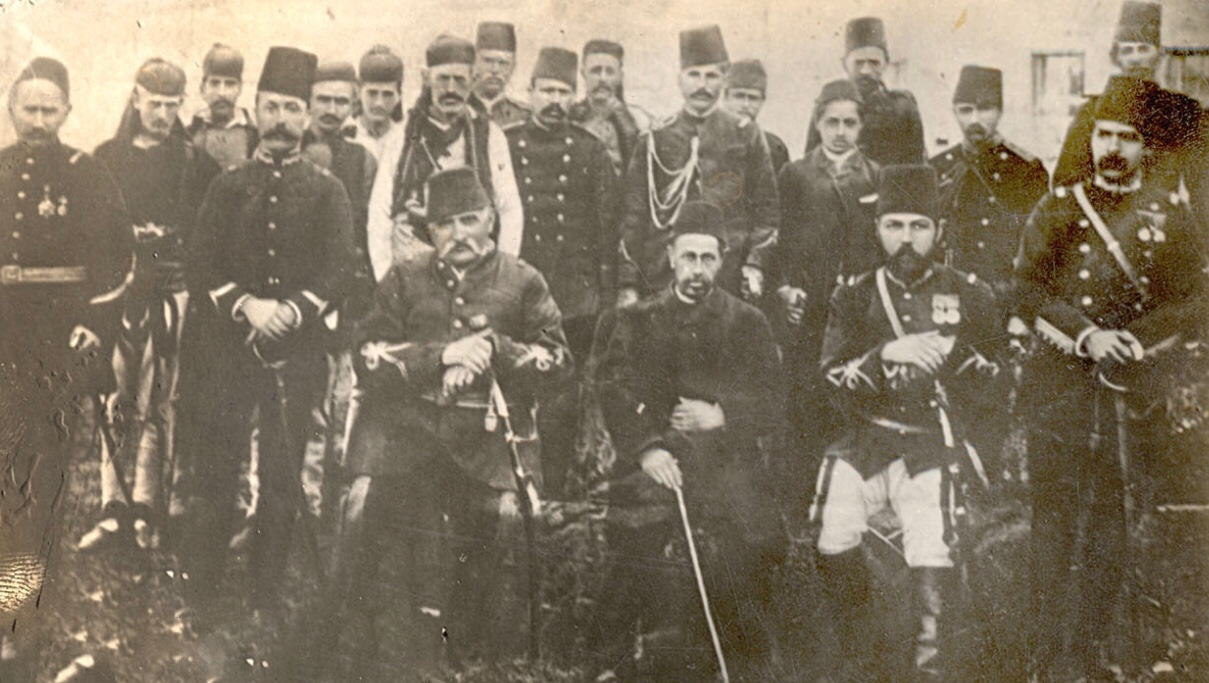
Ali Pascha Gucia (1828–1888)

### Guck
- Guck, Jochen (* 1973), deutscher Biophysiker
- Guckelberger, Annette (* 1968), deutsche Rechtswissenschaftlerin und Hochschullehrerin
- Gückelhorn, Herwig (* 1930), deutscher Wirtschaftswissenschaftler, Journalist und Publizist
- Guckelsberger, Boris (* 1968), deutscher Komponist und Gitarrist
- Guckenburg, Friedrich (1888–1967), deutscher Gewerkschaftsfunktionär und Politiker (SPD, USPD)
- Guckenheimer, John (* 1945), US-amerikanischer Mathematiker
- Guckert, Helmut (* 1942), deutscher Politiker (CSU), MdL
- Guckes, Peter (* 1965), deutscher Kinderbuchautor und -illustrator
- Guckes, Wilhelm (1877–1942), Bürgermeister und Abgeordneter
- Guckh, Gordian, Bildhauer und Maler der Spätgotik

### Gucl
- Güçlü, Dilaver (* 1986), deutsch-türkischer Fußballspieler
- Güclü, Kürsat (* 1994), österreichischer Fußballspieler
- Güçlü, Metehan (* 1999), türkisch-französischer Fußballspieler
- Güçlü, Nebahat (* 1965), deutsche Politikerin (SPD, ehemals Bündnis 90/Die Grünen), MdHB
- Güçlü, Sami (* 1950), türkischer Ökonom, Hochschulprofessor und Politiker; Minister für Landwirtschaft und Dorfangelegenheiten
- Güçlü, Zekeriya (1972–2010), türkischer Ringer und bulgarischer Politiker

### Guct
- Güçtekin, Oğuz Kağan (* 1999), türkischer Fußballspieler

### Gucu
- Gücüyener, Serdar (* 1954), türkischer Fußballspieler und Fußballtrainer

### Gucw
- Gucwa, Józef (1923–2004), polnischer katholischer Bischof
- Gucwa, Mirosław (* 1963), polnischer Geistlicher, römisch-katholischer Bischof von Bouar
- Gucwa, Stanisław (1919–1994), polnischer Politiker
- Gucwa, Zbigniew (* 1986), polnischer Radrennfahrer

### Gucy
- Güçyeter, Dinçer (* 1979), deutscher Theatermacher, Schriftsteller und VerlegerDinçer Güçyeter (* 1979)

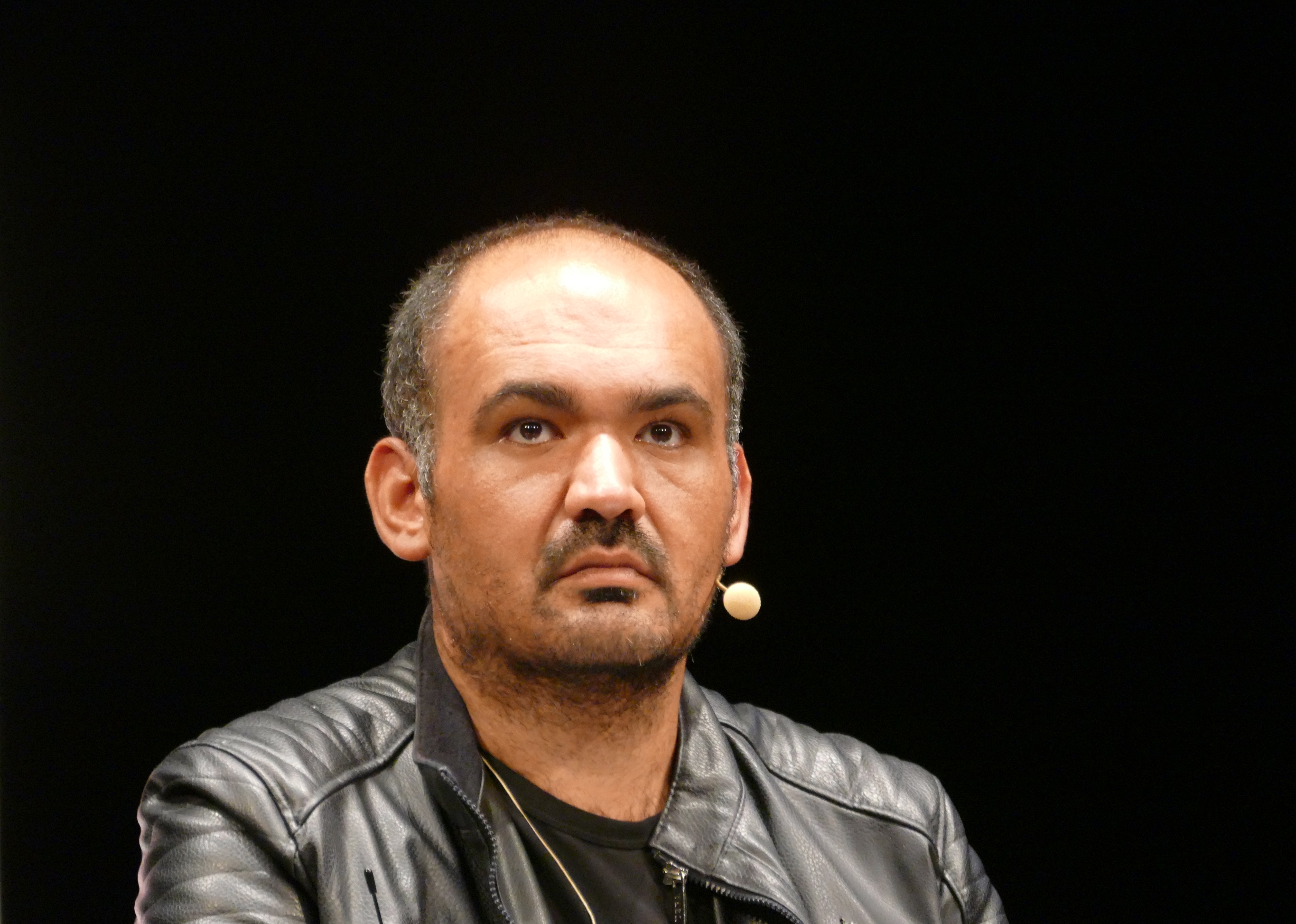
Dinçer Güçyeter (* 1979)